# Pârâul Bogat
Pârâul Bogat este un curs de apă, afluent al râului Suseni. 